# Klára Křížová
Klára Křížová (* 13. Juli 1989 in Gottwaldov) ist eine tschechische Skirennläuferin. Sie ist die Tochter der Olympiamedaillengewinnerin Olga Charvátová und vor allem in den schnellen Disziplinen Abfahrt und Super-G erfolgreich.

## Biografie
Křížová bestritt im Dezember 2004 ihre ersten FIS-Rennen. Zunächst startete sie ausschließlich bei Rennen in Nordamerika, wo sie bereits am 4. Februar 2005 ihren ersten FIS-Slalom gewann. Ihre ersten Rennen auf europäischem Boden bestritt sie bei den Juniorenweltmeisterschaften 2005 in Bardonecchia, wo sie sich aber nur im hinteren Mittelfeld klassieren konnte. Danach startete sie bis Dezember 2006 wieder ausschließlich in Amerika. Ihr erstes Rennen im Nor-Am Cup fuhr sie am 17. März 2005. In dieser Abfahrt von Le Massif kam sie auf den 22. Rang. Im Weltcup startete sie erstmals bei den Speedrennen Anfang Dezember 2005 in Lake Louise. In den beiden Abfahrten belegte sie jeweils den letzten Platz und im Super-G als Viertletzte den 52. Platz. Im Nor-Am Cup war in der Saison 2005/06 der 13. Platz in der ersten Abfahrt von Lake Louise ihr bestes Resultat und bei den Juniorenweltmeisterschaften 2006 konnte sie sich in der Abfahrt und im Super-G unter den schnellsten 30 klassieren.
Ihre nächsten Weltcuprennen bestritt Křížová Anfang Dezember 2006 wieder in Lake Louise, aber auch diesmal konnte sie sich im Super-G und in der Abfahrt nur an letzter bzw. drittletzter Stelle klassieren. Wenige Tage später gelang ihr in der Nor-Am-Cup-Abfahrt in Lake Louise der zweite Platz hinter der Kanadierin Britt Janyk. Am 13. Januar 2007 bestritt sie in Zauchensee ihr nächstes Weltcuprennen, kam aber wieder nur auf den letzten Platz. Drei Tage später fuhr sie ihr erstes Europacuprennen und am 15. Februar kam sie mit Rang 25 im Super-G von Sella Nevea erstmals im Europacup in die Punkteränge. Bei den Juniorenweltmeisterschaften im März 2007 war Platz 18 im Super-G ihr bestes Resultat.
In der Saison 2007/08 belegte die Tschechin in den beiden Nor-Am-Cup-Abfahrten in Lake Louise die Plätze vier und fünf, womit sie im Abfahrtsgesamtklassement auf Rang fünf kam. Im Europacup fuhr sie siebenmal unter die schnellsten 20, wobei ihre besten Resultate der sechste Platz im Super-G von Caspoggio und der siebente Rang im Super-G von Davos waren. Ihr einziges Weltcuprennen der Saison, den Super-G von Lake Louise, konnte sie nicht beenden. Am Ende des Winters gewann sie bei den tschechischen Meisterschaften in Špindlerův Mlýn den Super-G und die Super-Kombination. In der Saison 2008/09 bestritt Křížová insgesamt sieben Weltcuprennen. Sie konnte sich dabei aber immer nur unter den letzten fünf klassieren und blieb von den Punkterängen weit entfernt. Im Europacup war ihr bestes Saisonergebnis der 14. Platz im Super-G von St. Moritz, im Nor-Am Cup war sie in diesem Winter nicht am Start. Im Februar 2009 nahm Křížová an den Weltmeisterschaften in Val-d’Isère teil. Sie startete im Super-G und in der Super-Kombination, wo sie jeweils 25. wurde, und als einzige Tschechin auch in der Abfahrt, die sie auf Rang 29 beendete. Vier Wochen später erreichte sie bei den Juniorenweltmeisterschaften 2009 den achten Platz im Super-G und Rang neun in der Abfahrt.
In der Saison 2009/10 erzielte Křížová im Weltcup zunächst nur Platzierungen um Rang 50, wie auch schon in den Jahren zuvor, bis sie am 30. Januar 2010 in der Abfahrt von St. Moritz überraschend auf Platz 20 fuhr und zum ersten und bisher einzigen Mal Weltcuppunkte gewann. Sie war damit die erste Tschechin seit Ludmilla Milanová in der Saison 1991/92, die Weltcuppunkte in der Abfahrt gewann. Im Februar startete Křížová bei den Olympischen Winterspielen 2010 in Vancouver. Sie erreichte Platz 29 im Super-G, wurde in der Abfahrt aber nach einem Sturz nur 37. und zugleich Letzte. Im Europacup war der siebente Platz in der ersten Abfahrt von Tarvis am 9. März 2010 ihr bestes Saisonergebnis. In der Saison 2010/11 kam Křížová in ihren vier Weltcuprennen nicht über den vorletzten Platz hinaus. Im Europacup hingegen erreichte sie mit Rang vier in der zweiten Abfahrt von Sotschi ihr bis dahin bestes Ergebnis. Bei den Weltmeisterschaften 2011 in Garmisch-Partenkirchen erzielte sie ganz ähnliche Resultate wie bei ihrem WM-Debüt zwei Jahre zuvor. Als jeweils beste Tschechin belegte sie in der Super-Kombination Rang 24 und in der Abfahrt Platz 28, im Super-G schied sie jedoch aus.
Im Winter 2011/2012 versäumte Křížová einen weiteren Punktegewinn im Weltcup nur knapp, als sie in der Super-Kombination von St. Moritz 31. wurde. Im Europacup fuhr sie in der Saison 2011/2012 in zwei Abfahrten unter die schnellsten zehn, womit sie Siebte im Abfahrtsklassement wurde und damit erstmals eine Top-10-Platzierung in einer Europacup-Disziplinenwertung erreichte. Am 13. Dezember 2012 gelang ihr der erste Podestplatz im Europacup, als sie in der Abfahrt von St. Moritz den dritten Platz belegte.

## Erfolge

### Olympische Spiele
- Vancouver 2010: 29. Super-G, 37. Abfahrt
- Sotschi 2014: 17. Super-G, 19. Super-Kombination, 21. Abfahrt

### Weltmeisterschaften
- Val-d’Isère 2009: 25. Super-G, 25. Super-Kombination, 29. Abfahrt
- Garmisch-Partenkirchen 2011: 24. Super-Kombination, 28. Abfahrt
- Schladming 2013: 24. Abfahrt, 25. Super-G
- Vail/Beaver Creek 2015: 31. Super-G, 32. Abfahrt

### Weltcup
- 11 Platzierungen unter den besten 30

### Europacup
- Saison 2011/12: 7. Abfahrtswertung
- Saison 2012/13: 6. Abfahrtswertung
- Saison 2013/14: 9. Abfahrtswertung
- Saison 2015/16: 6. Super-G-Wertung
- 6 Podestplätze

### Juniorenweltmeisterschaften
- Bardonecchia 2005: 40. Abfahrt, 43. Super-G, 57. Riesenslalom
- Québec 2006: 24. Abfahrt, 29. Super-G, 55. Riesenslalom
- Zauchensee 2007: 18. Super-G, 55. Riesenslalom
- Formigal 2008: 14. Abfahrt, 51. Riesenslalom
- Garmisch-Partenkirchen 2009: 8. Super-G, 9. Abfahrt, 38. Riesenslalom

### Weitere Erfolge
- 5 Tschechische Meistertitel (Super-G 2008, 2012 und 2013; Super-Kombination 2008 und 2012)
- 1 Podestplatz im Nor-Am Cup
- 11 Siege in FIS-Rennen